# شهرستان یلوواستون (مونتانا)
شهرستان یلوواستون، مونتانا (به انگلیسی: Yellowstone County, Montana) یک سکونتگاه مسکونی در ایالات متحده آمریکا است که در ایالت مونتانا واقع شده‌است.

## خصوصیات
شهرستان یلوواستون ۶٬۸۶۰٫۹۲ کیلومترمربع مساحت دارد.